# مردان جوان خشمگین
مردانِ جوانِ خشمگین شماری نمایشنامه‌نویس و رمان‌نویسِ بریتانیایی از طبقهٔ کارگر و طبقهٔ متوسّط بودند که در دههٔ ۱۹۵۰ میلادی برجسته شدند.

## نویسندگانِ مطرح
- کینگزلی آمیس
- جان آردن
- ادوارد باند
- جان آزبرن
- هارولد پینتر
- الن سیلیتو
- دیوید استوری
- کیت واترهاوس
- آرنولد وسکر
- کالین ویلسون